# Swissaid

Logo des Hilfswerks

Swissaid ist ein Schweizer Hilfswerk, das 1948 gegründet wurde und in neun Ländern in der Entwicklungszusammenarbeit tätig ist. Die Stiftung ist politisch und konfessionell unabhängig und in den ärmsten, meist ländlichen Regionen im Globalen Süden tätig. Die Organisation setzt auf Selbsthilfeprojekte in den Bereichen Ernährungssicherung durch agrarökologischen Landbau, Frauenförderung, Zugang zu Wasser und Unterstützung der Zivilgesellschaft. Darüber hinaus nimmt die Stiftung auf entwicklungspolitische Fragen in der Schweiz Einfluss.
Die Organisation beschäftigt weltweit 189 Mitarbeiter, davon 38 in der Schweiz (in Bern und in Lausanne). Die Büros im Ausland werden von lokalen Mitarbeitern geführt. Geleitet wird die Stiftung von Markus Allemann.

## Geschichte
Am 1. Juli 1948 entstand aus der Schweizer Spende die Schweizerische Europahilfe (SEH) als Dachorganisation der Schweizer Hilfswerke. Diese führte in Zusammenarbeit mit Vertretern aus Österreich und Jugoslawien die Auswanderung von donauschwäbischen Flüchtlingen nach Entre Rios in Brasilien durch. Nach der Beendigung der Hilfe für Westdeutschland Mitte der 1950er Jahre wurden die Mittel in Griechenland eingesetzt und es wurde beschlossen, künftig Aktionen in notleidenden Gebieten auf anderen Kontinenten durchzuführen. Deshalb wurde die SEH 1956 in Schweizerische Auslandshilfe (SAH) und später, 1969, in Swissaid umbenannt.
1960 wurden erste Projekte in Indien und kurz darauf im Tschad durchgeführt. Gemeinsam mit den Hilfswerken Brot für alle, Fastenopfer und Helvetas gründete Swissaid 1971 die damalige AG der Hilfswerke, heute Alliance Sud. Swissaid war auch Mitgründerin der Max Havelaar-Stiftung.
Die Stiftung wurde von 1973 bis 1985 von Rudolf von Albertini präsidiert, einem Historiker und Erforscher der Dekolonisation. Auf ihn folgten Andreas Blum (1985–1990), Gabrielle Nanchen (1990–1998), Lilian Uchtenhagen (1998–2003), Simonetta Sommaruga (2003–2007) und alt Nationalrat Rudolf Rechsteiner (2007–2018). Seit 2018 verfügt SWISSAID mit Bastienne Joerchel und Fabian Molina erstmals über ein Co-Präsidium.

## Budget und Projekte
Die Stiftung verfügt über ein jährliches Budget, das in der folgenden Tabelle aufgeführt ist. Die Direktion für Entwicklung und Zusammenarbeit steuert jährlich rund 30 Prozent bei, der Rest stammt von Gemeinden, Kantonen, Stiftungen, privaten Spenderinnen und Spendern in der Schweiz sowie Mandaten.
| Jahr | Betriebsaufwand gesamt | Administrative Aufgaben in % |
| ---- | ---------------------- | ---------------------------- |
| 2018 | 17,7 Mio.              | 22 %                         |
| 2017 | 19,4 Mio.              | 19 %                         |
| 2016 | 23 Mio.                | 16 %                         |
| 2015 | 18,8 Mio.              | 19 %                         |

Die Stiftung unterstützt Projekte in Tansania, Tschad, Niger, Guinea-Bissau, Kolumbien, Ecuador, Nicaragua, Myanmar und Indien. Zudem ist Swissaid Mitglied der Klima-Allianz Schweiz und zusammen mit anderen Organisationen Trägerin der Konzernverantwortungsinitiative. Swissaid gehört zu den Gründungsorganisationen des am 25. Juni 1990 gegründeten Vereins Schweizer Allianz Gentechfrei (SAG).

## Organisation
Aus einem grösseren Stiftungsrat, dem obersten Stiftungsorgan, wird der Stiftungsratsausschuss gebildet, der für die Anstellung des Geschäftsleiters zuständig ist. Dieser ist Mitglied einer fünfköpfigen Geschäftsleitung, dem geschäftsführenden Organ der Stiftung.